# Кожистно
Кожистно (пол. Korzystno, нім. Alt Werder) — село в Польщі, у гміні Колобжеґ Колобжезького повіту Західнопоморського воєводства.
Населення — 390 осіб (2011).

## Демографія
Демографічна структура станом на 31 березня 2011 року:
|          | Загалом | Допрацездатний вік | Працездатний вік | Постпрацездатний вік |
| -------- | ------- | ------------------ | ---------------- | -------------------- |
| Чоловіки | 195     | 49                 | 130              | 16                   |
| Жінки    | 195     | 36                 | 135              | 24                   |
| Разом    | 390     | 85                 | 265              | 40                   |